# Lijst van gouverneurs van Louisiana
Dit is een lijst met gouverneurs van de Amerikaanse staat Louisiana. Voordat Louisiana  een staat werd had zij de status van territorium. In de Amerikaanse Burgeroorlog had de staat telkens twee gouverneurs, een namens de Unionisten en één namens de Confederatie.

## Territoriale Gouverneurs
| Portret | Naam              | Termijn   | Partij                   |
| ------- | ----------------- | --------- | ------------------------ |
|         | William Claiborne | 1803-1812 | Democratisch-Republikein |

## Gouverneurs tijdens de Amerikaanse Burgeroorlog

### Gouverneurs namens de Unie
| Portret | Naam                 | Termijn   | Partij    |
| ------- | -------------------- | --------- | --------- |
|         | Thomas Overton Moore | 1862-1864 | Democraat |
|         | Henry Watkins Allen  | 1864-1865 | Democraat |

### Gouverneurs namens de Confederatie
| Portret | Naam           | Termijn | Partij      |
| ------- | -------------- | ------- | ----------- |
|         | George Shepley | 1864    | Militair    |
|         | Michael Hahn   | 1865    | Republikein |

## Gouverneurs van Louisiana (1812–heden)
| Nr.    | Gouverneur van Louisiana Governor of Louisiana | Gouverneur van Louisiana Governor of Louisiana | Gouverneur van Louisiana Governor of Louisiana | Ambtstermijn     | Ambtstermijn     | Partij(en)   | Verkiezing(en) |
| ------ | ---------------------------------------------- | ---------------------------------------------- | ---------------------------------------------- | ---------------- | ---------------- | ------------ | -------------- |
| 1      |                                                | William Claiborne                              | William Claiborne (1773–1817)                  | 30 juli 1812     | 16 december 1816 | DR           | 1812           |
| 2      |                                                | Jacques Villeré                                | Jacques Villeré (1761–1830)                    | 16 december 1816 | 18 december 1820 | DR           | 1816           |
| 3      |                                                | Thomas Robertson                               | Thomas Robertson (1779–1828)                   | 18 december 1820 | 14 november 1824 | DR           | 1820           |
| 4      |                                                | Henry Thibodaux                                | Henry Thibodaux (1769–1827)                    | 14 november 1824 | 14 december 1824 | DR           | 1820           |
| 5      |                                                | Henry Johnson                                  | Henry Johnson (1783–1864)                      | 14 december 1824 | 15 december 1828 | DR (1824–28) | 1824           |
| 5      | NR (1828)                                      | Henry Johnson                                  | Henry Johnson (1783–1864)                      | 14 december 1824 | 15 december 1828 |              | 1824           |
| 6      |                                                | Pierre Derbigny                                | Pierre Derbigny (1769–1829)                    | 15 december 1828 | 6 oktober 1829   | NR           | 1828           |
| 7      |                                                | Armand Beauvais                                | Armand Beauvais (1783–1843)                    | 6 oktober 1829   | 15 januari 1830  | NR           | 1828           |
| 8      |                                                | Jacques Dupré                                  | Jacques Dupré (1773–1846)                      | 15 januari 1830  | 31 januari 1831  | NR           | 1828           |
| 9      |                                                | Andre Roman                                    | Andre Roman (1795–1866)                        | 31 januari 1831  | 1 februari 1835  | NR (1831–33) | 1830           |
| 9      | W (1833–35)                                    | Andre Roman                                    | Andre Roman (1795–1866)                        | 31 januari 1831  | 1 februari 1835  |              | 1830           |
| 10     |                                                | Edward Douglass White sr.                      | Edward Douglass White sr. (1795–1847)          | 1 februari 1835  | 5 februari 1839  | W            | 1834           |
| (9)    |                                                | Andre Roman                                    | Andre Roman (1795–1866)                        | 5 februari 1839  | 30 januari 1843  | W            | 1838           |
| 11     |                                                | Alexandre Mouton                               | Alexandre Mouton (1804–1885)                   | 30 januari 1843  | 12 februari 1846 | D            | 1842           |
| 12     |                                                | Isaac Johnson                                  | Isaac Johnson (1803–1853)                      | 12 februari 1846 | 20 januari 1850  | D            | 1846           |
| 13     |                                                | Joseph Walker                                  | Joseph Walker (1784–1856)                      | 20 januari 1850  | 20 januari 1853  | D            | 1849           |
| 14     |                                                | Paul Octave Hébert                             | Paul Octave Hébert (1818–1880)                 | 20 januari 1853  | 30 januari 1856  | D            | 1852           |
| 15     |                                                | Robert Wickliffe                               | Robert Wickliffe (1819–1895)                   | 30 januari 1856  | 24 januari 1860  | D            | 1855           |
| 16     |                                                | Thomas Overton Moore                           | Thomas Overton Moore (1804–1876)               | 24 januari 1860  | 24 januari 1864  | D            | 1859           |
| 17     |                                                | George Shepley                                 | George Shepley (1819–1878)                     | 1 juni 1862      | 24 januari 1864  | O            | [ 4 ]          |
| 18     |                                                | Henry Watkins Allen                            | Henry Watkins Allen (1820–1866)                | 24 januari 1864  | 4 maart 1864     | D            | 1864 (1)       |
| 19     |                                                | Michael Hahn                                   | Michael Hahn (1830–1886)                       | 4 maart 1864     | 4 maart 1865     | R            | 1864 (2)       |
| 20     |                                                | James Wells                                    | James Wells (1808–1899)                        | 4 maart 1865     | 3 juni 1867      | R            | 1864 (2)       |
| Vacant |                                                |                                                |                                                |                  |                  |              | 1864 (2)       |
| 21     |                                                | Benjamin Flanders                              | Benjamin Flanders (1816–1896)                  | 6 juni 1867      | 1 januari 1868   | R            | 1864 (2)       |
| Vacant |                                                |                                                |                                                |                  |                  |              | 1864 (2)       |
| 22     |                                                | Joshua Baker                                   | Joshua Baker (1799–1885)                       | 8 januari 1868   | 28 juni 1868     | D            | 1864 (2)       |
| 23     |                                                | Henry Warmoth                                  | Henry Warmoth (1842–1931)                      | 28 juni 1868     | 10 december 1872 | R            | 1864 (2)       |
| 23     | R                                              | Henry Warmoth                                  | Henry Warmoth (1842–1931)                      | 28 juni 1868     | 10 december 1872 | 1868         |                |
| 24     |                                                | Pinckney Pinchback                             | Pinckney Pinchback (1837–1921)                 | 10 december 1872 | 13 januari 1873  | 1868         | R              |
| 25     |                                                | John McEnery                                   | John McEnery (1832–1891)                       | 13 januari 1873  | 22 mei 1873      | D            | 1872           |
| 26     |                                                | William Kellogg                                | William Kellogg (1830–1918)                    | 22 mei 1873      | 7 januari 1877   | R            | 1872           |
| 27     |                                                | Stephen Packard                                | Stephen Packard (1839–1922)                    | 7 januari 1877   | 25 april 1877    | R            | 1876           |
| 28     |                                                | Francis Nicholls                               | Francis Nicholls (1834–1912)                   | 25 april 1877    | 14 januari 1880  | D            | 1876           |
| 29     |                                                | Louis Wiltz                                    | Louis Wiltz (1843–1881)                        | 14 januari 1880  | 16 oktober 1881  | D            | 1879           |
| 30     |                                                |                                                | Samuel McEnery (1837–1910)                     | 16 oktober 1881  | 20 mei 1888      | D            | 1879           |
| 30     | D                                              | 1884                                           | Samuel McEnery (1837–1910)                     | 16 oktober 1881  | 20 mei 1888      |              |                |
| (28)   |                                                | Francis Nicholls                               | Francis Nicholls (1834–1912)                   | 20 mei 1888      | 16 mei 1892      | D            | 1888           |
| 31     |                                                | Murphy Foster                                  | Murphy Foster (1849–1921)                      | 16 mei 1892      | 20 mei 1900      | D            | 1892           |
| 31     | 1896                                           | Murphy Foster                                  | Murphy Foster (1849–1921)                      | 16 mei 1892      | 20 mei 1900      | D            |                |
| 32     |                                                | William Heard                                  | William Heard (1853–1926)                      | 20 mei 1900      | 16 mei 1904      | D            | 1900           |
| 33     |                                                | Newton Blanchard                               | Newton Blanchard (1849–1922)                   | 16 mei 1904      | 18 mei 1908      | D            | 1904           |
| 34     |                                                | Jared Sanders                                  | Jared Sanders (1869–1944)                      | 18 mei 1908      | 20 mei 1912      | D            | 1908           |
| 35     |                                                | Luther Hall                                    | Luther Hall (1869–1921)                        | 20 mei 1912      | 16 mei 1916      | D            | 1912           |
| 36     |                                                | Ruffin Pleasant                                | Ruffin Pleasant (1871–1937)                    | 16 mei 1916      | 16 mei 1920      | D            | 1916           |
| 37     |                                                | John Parker                                    | John Parker (1863–1939)                        | 16 mei 1920      | 20 mei 1924      | D            | 1920           |
| 38     |                                                | Henry Fuqua                                    | Henry Fuqua (1865–1926)                        | 20 mei 1924      | 11 oktober 1926  | D            | 1924           |
| 39     |                                                | Oramel Simpson                                 | Oramel Simpson (1870–1932)                     | 11 oktober 1926  | 20 mei 1928      | D            | 1924           |
| 40     |                                                | Huey Long                                      | Huey Long (1893–1935)                          | 20 mei 1928      | 25 januari 1932  | D            | 1928           |
| 41     |                                                | Alvin King                                     | Alvin King (1890–1958)                         | 25 januari 1932  | 16 mei 1932      | D            | 1928           |
| 42     |                                                | Oscar Allen                                    | Oscar Allen (1882–1936)                        | 16 mei 1932      | 28 januari 1936  | D            | 1932           |
| 43     |                                                | James Noe                                      | James Noe (1890–1976)                          | 28 januari 1936  | 12 mei 1936      | D            | 1932           |
| 44     |                                                | Richard Leche                                  | Richard Leche (1898–1965)                      | 12 mei 1936      | 26 juni 1939     | D            | 1936           |
| 45     |                                                | Earl Long                                      | Earl Long (1895–1960)                          | 26 juni 1939     | 14 mei 1940      | D            | 1936           |
| 46     |                                                | Sam Jones                                      | Sam Jones (1897–1978)                          | 14 mei 1940      | 8 mei 1944       | D            | 1940           |
| 47     |                                                | Jimmie Davis                                   | Jimmie Davis (1899–2000)                       | 8 mei 1944       | 12 mei 1948      | D            | 1944           |
| (45)   |                                                | Earl Long                                      | Earl Long (1895–1960)                          | 12 mei 1948      | 12 mei 1952      | D            | 1948           |
| 48     |                                                | Robert Kennon                                  | Robert Kennon (1902–1988)                      | 12 mei 1952      | 8 mei 1956       | D            | 1952           |
| (45)   |                                                | Earl Long                                      | Earl Long (1895–1960)                          | 8 mei 1956       | 10 mei 1960      | D            | 1956           |
| (47)   |                                                | Jimmie Davis                                   | Jimmie Davis (1899–2000)                       | 10 mei 1960      | 12 mei 1964      | D            | 1960           |
| 49     |                                                | John McKeithen                                 | John McKeithen (1918–1999)                     | 12 mei 1964      | 10 mei 1972      | D            | 1967           |
| 49     | 1967                                           | John McKeithen                                 | John McKeithen (1918–1999)                     | 12 mei 1964      | 10 mei 1972      | D            |                |
| 50     |                                                | Edwin Edwards                                  | Edwin Edwards (1927–2021)                      | 10 mei 1972      | 10 maart 1980    | D            | 1972           |
| 50     | 1975                                           | Edwin Edwards                                  | Edwin Edwards (1927–2021)                      | 10 mei 1972      | 10 maart 1980    | D            |                |
| 51     |                                                | Dave Treen                                     | Dave Treen (1928–2009)                         | 10 maart 1980    | 12 maart 1984    | R            | 1979           |
| (50)   |                                                | Edwin Edwards                                  | Edwin Edwards (1927–2021)                      | 12 maart 1984    | 14 maart 1988    | D            | 1983           |
| 52     |                                                | Buddy Roemer                                   | Buddy Roemer (1943–2021)                       | 14 maart 1988    | 12 januari 1992  | D (1988–91)  | 1987           |
| 52     | R (1991–92)                                    | Buddy Roemer                                   | Buddy Roemer (1943–2021)                       | 14 maart 1988    | 12 januari 1992  |              | 1987           |
| (50)   |                                                | Edwin Edwards                                  | Edwin Edwards (1927–2021)                      | 12 januari 1992  | 8 januari 1996   | D            | 1991           |
| 53     |                                                | Mike Foster                                    | Mike Foster (1930–2020)                        | 8 januari 1996   | 12 januari 2004  | R            | 1995           |
| 53     | 1999                                           | Mike Foster                                    | Mike Foster (1930–2020)                        | 8 januari 1996   | 12 januari 2004  | R            |                |
| 54     |                                                | Kathleen Blanco                                | Kathleen Blanco (1942–2019)                    | 12 januari 2004  | 14 januari 2008  | D            | 2003           |
| 55     |                                                | Bobby Jindal                                   | Bobby Jindal (1971)                            | 14 januari 2008  | 10 januari 2016  | R            | 2007           |
| 55     | 2011                                           | Bobby Jindal                                   | Bobby Jindal (1971)                            | 14 januari 2008  | 10 januari 2016  | R            |                |
| 56     |                                                | John Bel Edwards                               | John Bel Edwards (1966)                        | 10 januari 2016  | 8 januari 2024   | D            | 2015           |
| 56     | 2019                                           | John Bel Edwards                               | John Bel Edwards (1966)                        | 10 januari 2016  | 8 januari 2024   | D            |                |
| 57     |                                                | Jeff Landry                                    | Jeff Landry (1970)                             | 8 januari 2024   | heden            | R            | 2023           |

(D): Democraat · (R): Republikein · (O): Onafhankelijk